# Mère incontrôlable à la fac
Pour les articles homonymes, voir The Life of the Party.
Pour plus de détails, voir Fiche technique et Distribution.
Mère incontrôlable à la fac ou La Reine de la fête au Québec (Life of the Party) est un film américain réalisé par Ben Falcone, sorti en 2018. Il comprend en vedette Melissa McCarthy, Molly Gordon, Gillian Jacobs, Maya Rudolph, Julie Bowen, Matt Walsh, Debby Ryan, Stephen Root and Jacki Weaver et Christina Aguilera.

## Synopsis
Lorsque son mari l'abandonne soudainement, Deanna, une femme au foyer dévouée de longue date, retourne à l'université et atterrit dans la même classe que sa fille. Plongée tête baissée dans l'expérience du campus, elle embrasse la liberté, l'amusement et les garçons de la fraternité selon ses propres termes, trouvant sa vraie personnalité dans une année senior que personne n'aurait jamais attendue.

## Fiche technique
Sauf indication contraire, les informations mentionnées dans cette section peuvent être confirmées par la base de données cinématographiques IMDb,  présente dans la section « Liens externes ».
- Titre original : Life of the Party
- Titre français : Mère incontrôlable à la fac
- Titre québécois : La Reine de la fête
- Réalisation : Ben Falcone
- Scénario : Melissa McCarthy et Ben Falcone
- Direction artistique : Heather R. Dumas
- Décors : Amy McGary
- Costumes : Kari Perkins
- Photographie : Julio Macat
- Montage : Brian Scott Olds
- Casting : Allison Jones et Kris Redding
- Musique : Fil Eisler
- Production : Melissa McCarthy, Ben Falcone, Chris Henchy et David Siegel
- Sociétés de production : New Line Cinema, On the Day Productions et Warner Bros.
- Société de distribution : Warner Bros.
- Budget : 30 millions
- Pays d'origine :  États-Unis
- Langue originale : anglais
- Format : couleur
- Genre : comédie
- Durée : 105 minutes
- Dates de sortie : 
  - États-Unis, Canada : 11 mai 2018
  - France : 13 août 2018 (VOD)

## Distribution
- Melissa McCarthy (VF : Véronique Alycia ; VQ : Natalie Hamel-Roy) : Deanna
- Molly Gordon (VF : Anaïs Delva ; VQ : Catherine Brunet) : Maddie Miles
- Maya Rudolph (VF : Barbara Delsol ; VQ : Catherine Hamann) : Christine
- Jacki Weaver (VF : Christine Delaroche) : Sandy, mère de Deanna
- Debby Ryan (VF : Lutèce Ragueneau ; VQ : Aline Pinsonneault) : Jennifer
- Julie Bowen (VF : Juliette Degenne) : Marcie
- Gillian Jacobs (VF : Élisabeth Ventura ; VQ : Catherine Proulx-Lemay) : Helen
- Adria Arjona (VF : Déborah Claude ; VQ : Catherine Bonneau) : Amanda
- Matt Walsh (VF : Guy Chapellier) : Dan Miles
- Shannon Purser : Connie
- Jimmy O. Yang (VF : Alexandre Nguyen ; VQ : Louis-Philippe Berthiaume) : Tyler
- Stephen Root (VF : Achille Orsoni ; VQ : Stéphane Rivard) : Mike
- Chris Parnell (VF : Jérôme Rebbot) : Wayne Trurack
- Heidi Gardner : Jillian
- Christina Aguilera (VF : Edwige Lemoine) : elle-même
- Luke Benward (VF : Marc Arnaud ; VQ : Nicholas Savard L'Herbier) : Jack

Photos des acteurs
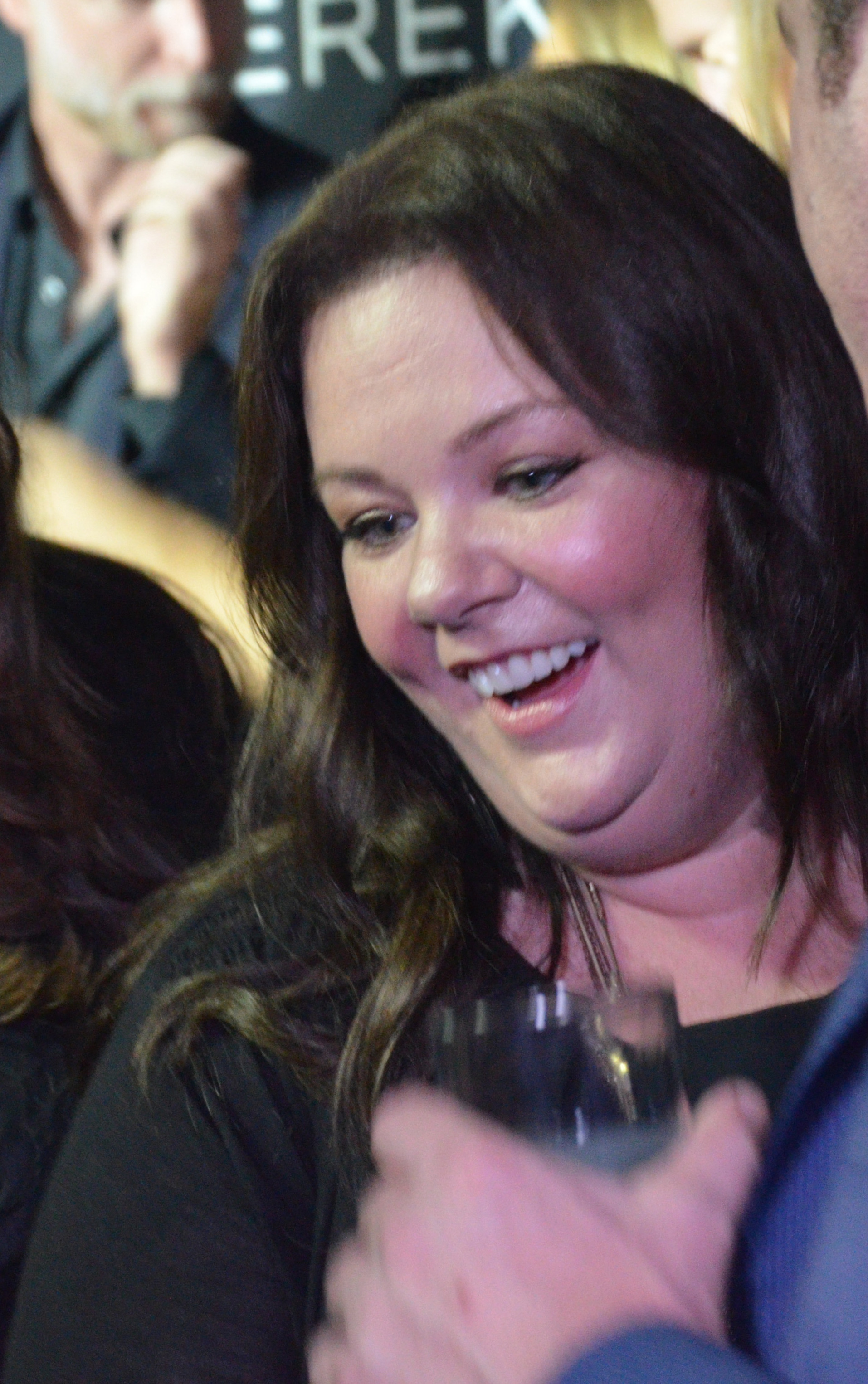
Melissa McCarthy interprète Deanna.
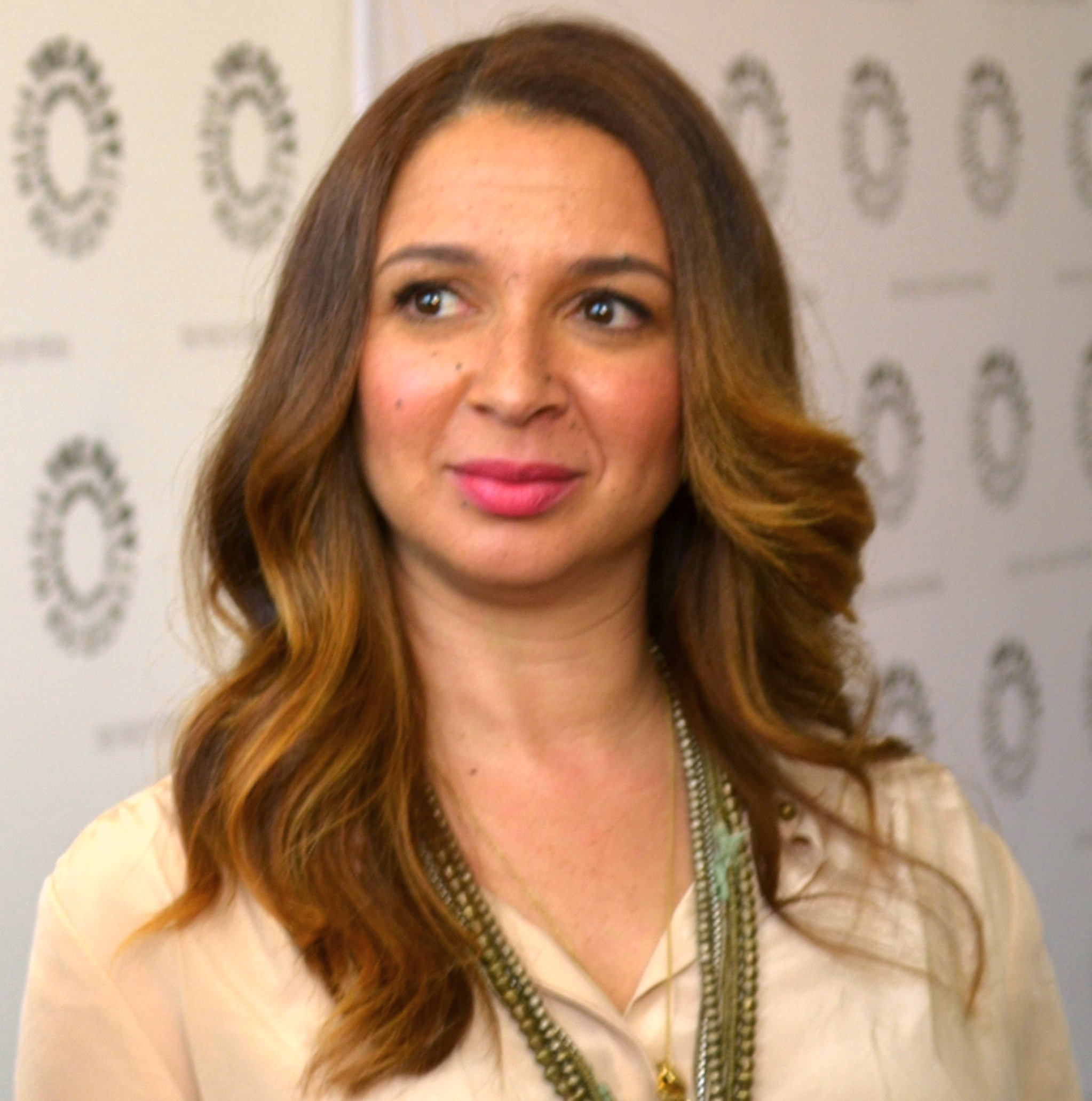
Maya Rudolph interprète Christine.
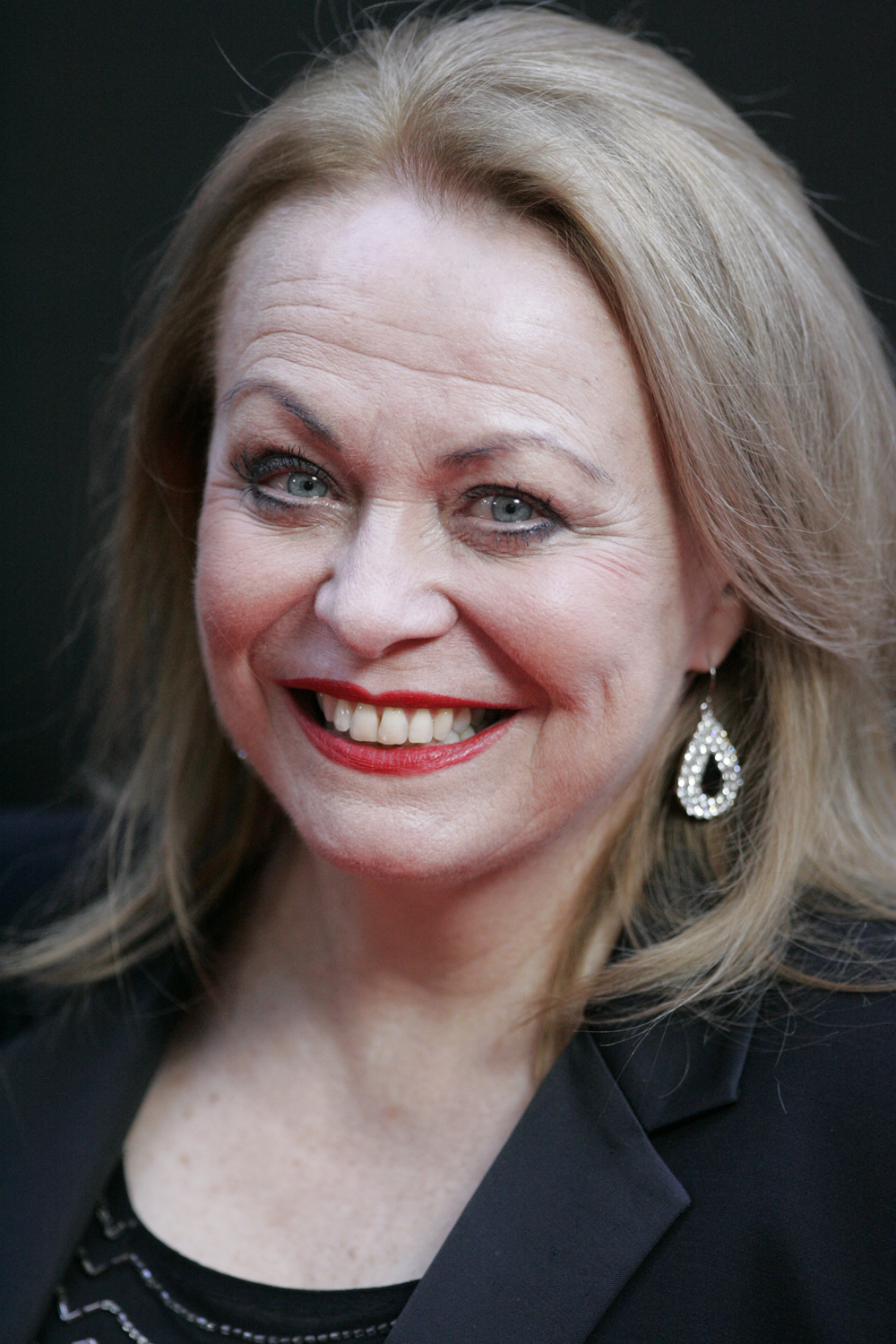
Jacki Weaver interprète Sandy.
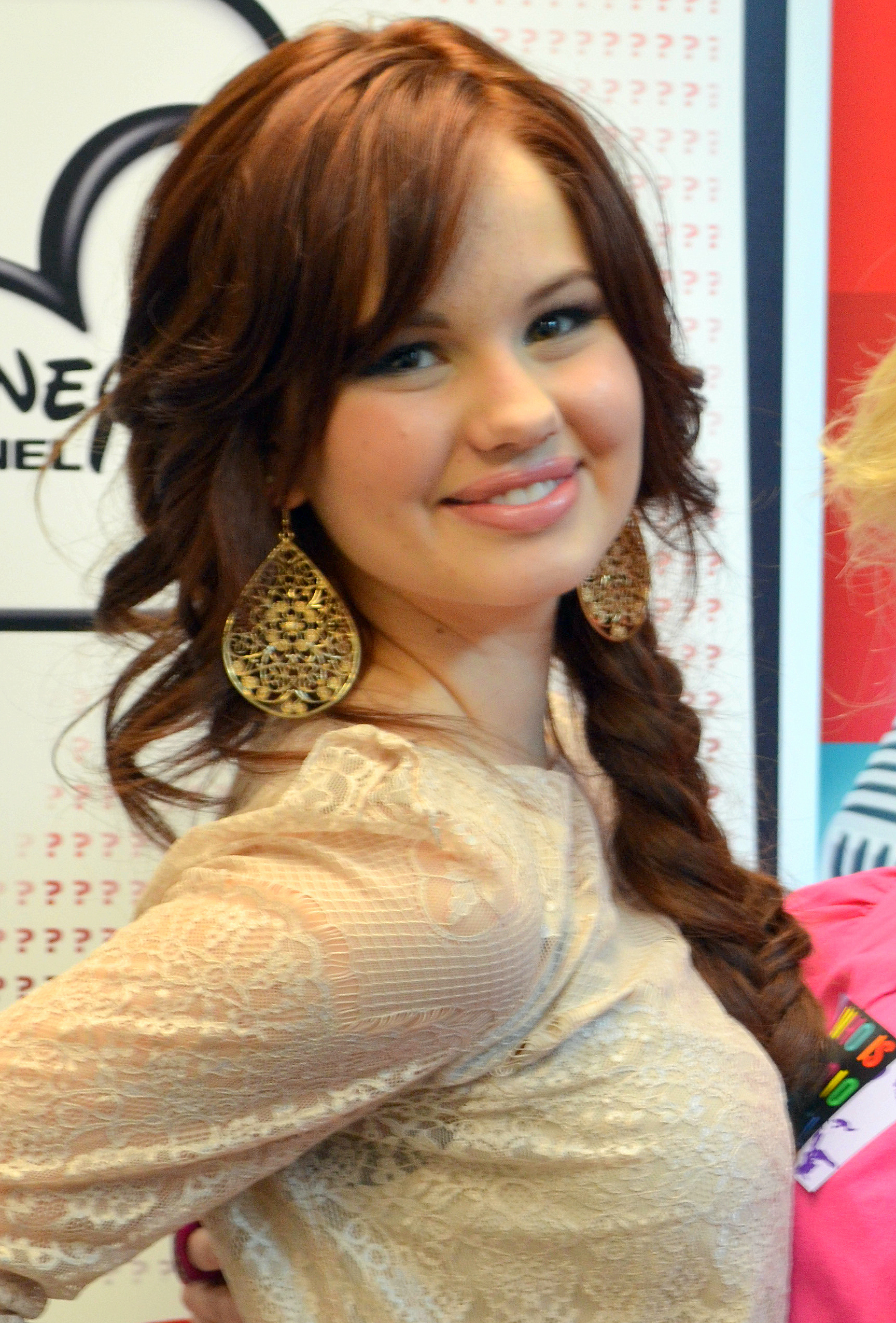
Debby Ryan interprète Jennifer.
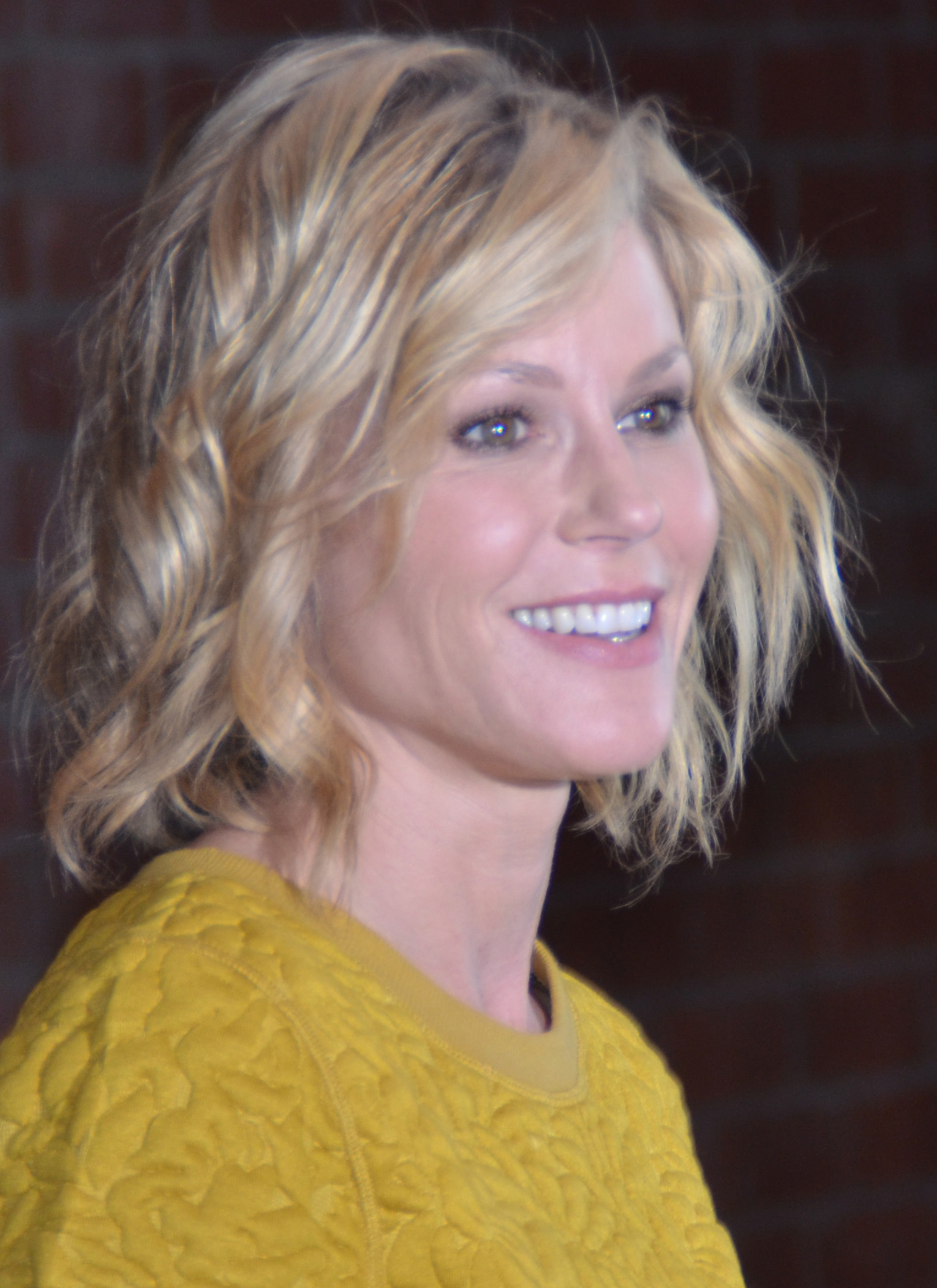
Julie Bowen interprète Marcie.
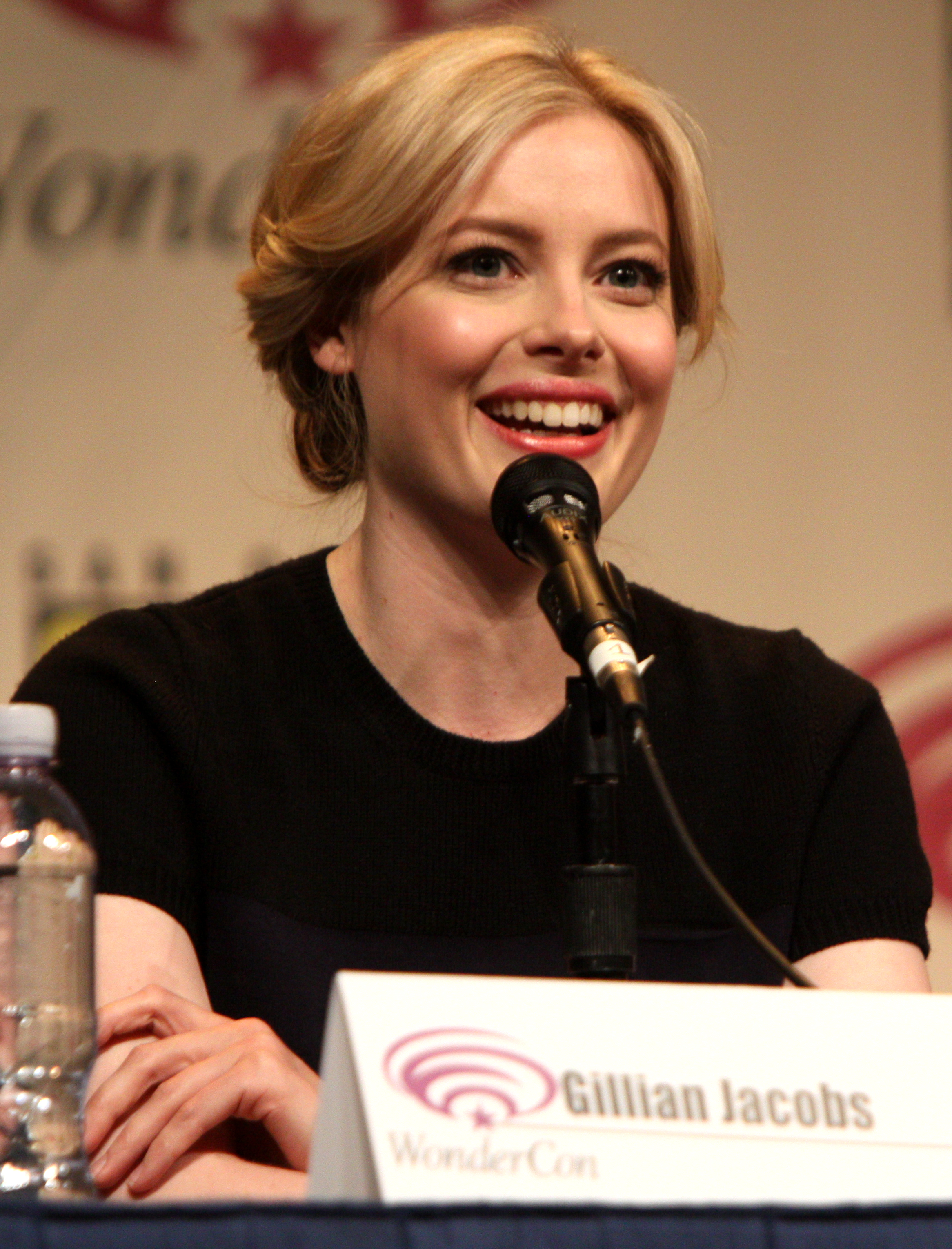
Gillian Jacobs interprète Helen.
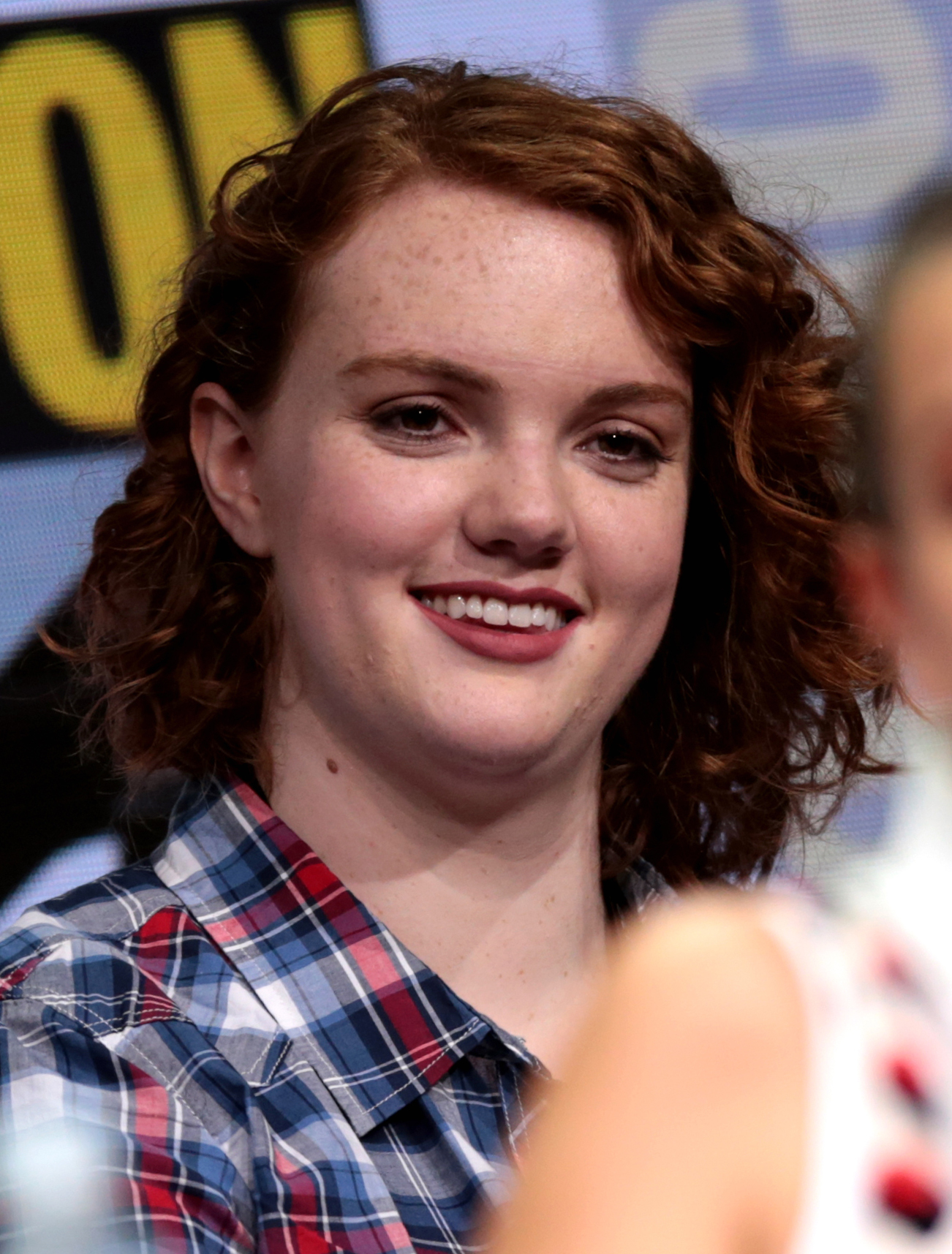
Shannon Purser interprète Connie.
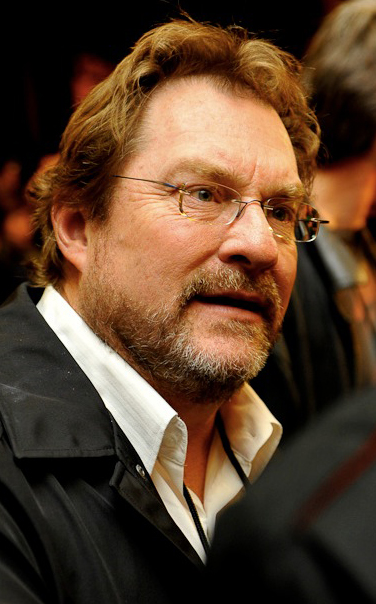
Stephen Root interprète Mike.
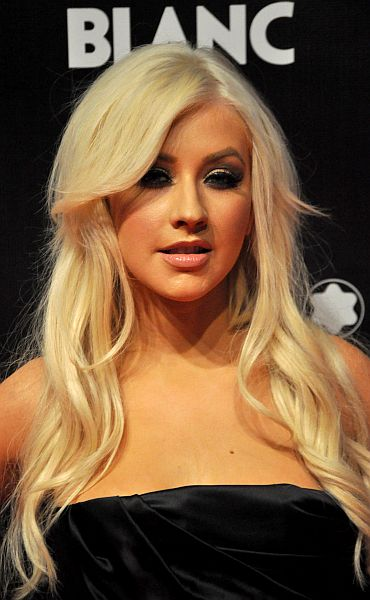
Christina Aguilera interprète son propre rôle.

## Production

### Distribution des rôles
Le 28 juillet, Molly Gordon rejoint le casting pour jouer la fille de Melissa McCarthy.

### Tournage
Le tournage a débuté en août 2016 à Atlanta, en Géorgie.